# Forever (musikalbum av Lasse Stefanz)
Forever släpptes 29 juni 2018 och är ett studioalbum av dansbandet Lasse Stefanz.

## Låtlista
1. På andra sidan broarna
2. Bonna-pågen
3. Last Date
4. Livet som vi har
5. En tår på min kind
6. Min tid här på jorden
7. Hey hey hey hey
8. I neonljussken
9. Livet är till för att levas
10. Nånstans, nån gång
11. My Kind Of Music
12. När aftonen har stängt sin grind
13. En kväll på Willy's Bar
14. Elvis Tonight
15. Hål i min själ